# جيمس نوبل
جيمس نوبل (بالإنجليزية: James Noble)‏ هو محامي وقاضي وسياسي أمريكي، ولد في 16 ديسمبر 1785 في الولايات المتحدة، وتوفي في 26 فبراير 1831 في واشنطن العاصمة في الولايات المتحدة. حزبياً، نشط في الحزب الجمهوري الديمقراطي. وقد انتخب عضو مجلس نواب إنديانا وانتخب عضو مجلس الشيوخ الأمريكي.